# Университет имени Эразма Роттердамского
Университет имени Эразма Роттердамского, Роттердамский университет Эразма, Роттердамский университет имени Эразма, Университет Эразма Роттердамского, (нидерл. Erasmus Universiteit Rotterdam, EUR) — государственный университет, расположенный в Роттердаме, Нидерланды. Университет назван в честь Эразма Роттердамского, гуманиста и теолога XV века.
Университетский медицинский центр Erasmus MC является крупнейшим и одним из ведущих академических медицинских центров и травматологических центров в Нидерландах. Школа экономики и бизнеса (англ. Erasmus School of Economics), созданная на базе университета и Роттердамская школа менеджмента хорошо известны в Европе и за её пределами. Университет Эразма Роттердамского вошёл в число 100 лучших университетов мира по трём основным рейтингам. В 2017 году Financial Times включил университет в десятку лучших бизнес-школ Европы. В 2015 году в рейтинге Times Higher Education Университет Эразма Роттердамского занял 20-е место в Европе и 72-е место в мире; факультеты гуманитарных наук — 40-е, а факультеты клинического здравоохранения — 35-е место в мире.
Университет имеет семь факультетов и специализируется в четырёх областях:
- Здоровье — Факультет медицины и медицинских наук / Erasmus MC[англ.] и Школа политики и менеджмента в сфере Здравоохранения (ESHPM)
- Благосостояние — Школа Экономики и Роттердамская Школа Менеджмента
- Управление — Школа права и Школа социальных и поведенческих наук (ESSB)
- Культура — Школа истории, культуры и коммуникации, Школа социальных и поведенческих наук (ESSB) и Школа философии (ESPhil)

## История
Университет имени Эразма Роттердамского был основан 8 ноября 1913 года как Нидерландская школа коммерции (нидерл. Nederlandsche Handels-Hoogeschool, NHH) по частной инициативе и при широкой поддержке со стороны бизнес-сообщества Роттердама. В 1937 году школа была признана высшим учебным заведением, обеспечивающим коммерческое и экономическое образование в качестве учебной дисциплины, получила статус университета. Учебное заведение стало называться Нидерландской школой экономики (нидерл. Nederlandse Economische Hogeschool, NEH). В 1960-х годах появились факультеты права и общественных наук, а в следующем десятилетии — факультеты философии, истории и искусств, делового администрирования.
С 1950 года Фонд высшего клинического образования предпринимал усилия для создания полноценной программы академических медицинских исследований в Роттердаме. В результате в 1966 году правительство учредило медицинский факультет Роттердама, который разместили рядом с больницей Дейкзигт (нидерл. Dijkzigt Hospital). Вместе с Софийской детской больницей (англ. Sophia Children's Hospital) и клиникой Даниэля ден Хоеда (нидерл. Daniel den Hoed Clinic) больница Дейкзигт образует Университетскую больницу Роттердама, которая с 1 января 2003 года носит название Erasmus MC (англ. Erasmus University Medical Center). В 1973 году медицинский факультет Роттердама и Нидерландская школа экономики объединились, после чего это учреждение было переименовано в его нынешнее название Erasmus University Rotterdam. Это был первый университет в Нидерландах, названный в честь Эразма Роттердамского — человека, которому Роттердам обязан своей многовековой репутацией в академическом мире.

### Здоровье
Этой областью наук занимаются медицинский центр Erasmus MC, Школа политики и управления в области здравоохранения (ESHPM) и Институт оценки медицинских технологий (iMTA).
Erasmus MC — это новое название университетского медицинского центра в Роттердаме, который является объединением факультета медицины и медицинских наук c университетской больницей Роттердама (Дейкзигт, Софийская детская больница, клиника Даниэля ден Хоеда). Биомедицинский кластер играет ведущую роль в области анализа роли отдельных генов при заболеваниях. Отдел судебной молекулярной биологии работает совместно с Нидерландским институтом судебной экспертизы (NFI). Основными долгосрочными генетическими эпидемиологическими исследованиями среди пожилых людей и детей занимаются подразделения Erasmus Rotterdam Health for the Elderly (ERGO) и Generation R, соответственно. Школа политики и менеджмента (ESHPM) образует связующее звено между клинической медициной и наукой о здоровье с одной стороны, и социальными науками, с другой. Институт оценки медицинских технологий (iMTA) проводит исследования в области экономики здравоохранения в сотрудничестве с Erasmus MC и Школой политики и менеджмента.

### Благосостояние

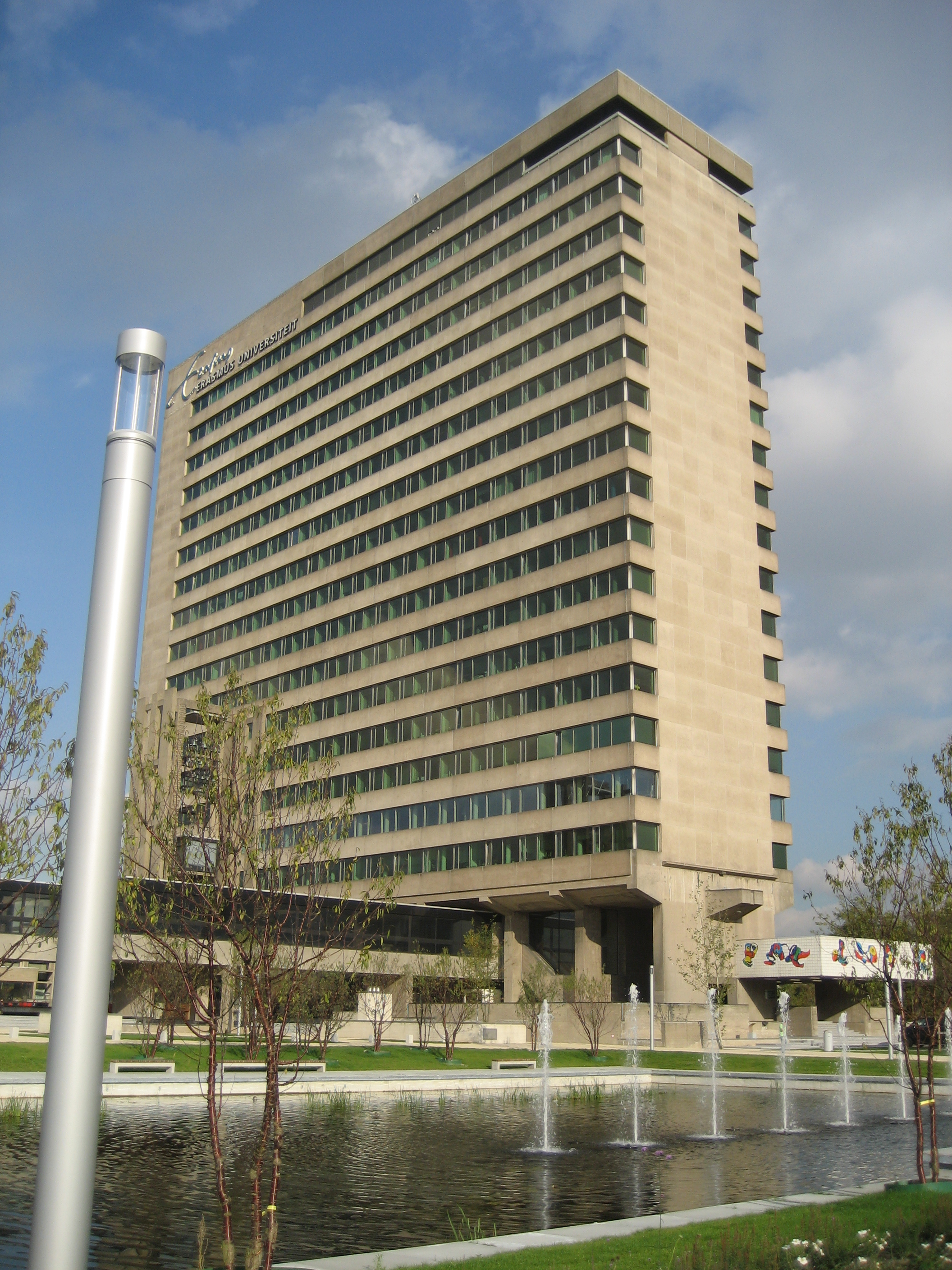
Главное здание факультета, в котором находится Школа Экономики университета Эразма Роттердамского

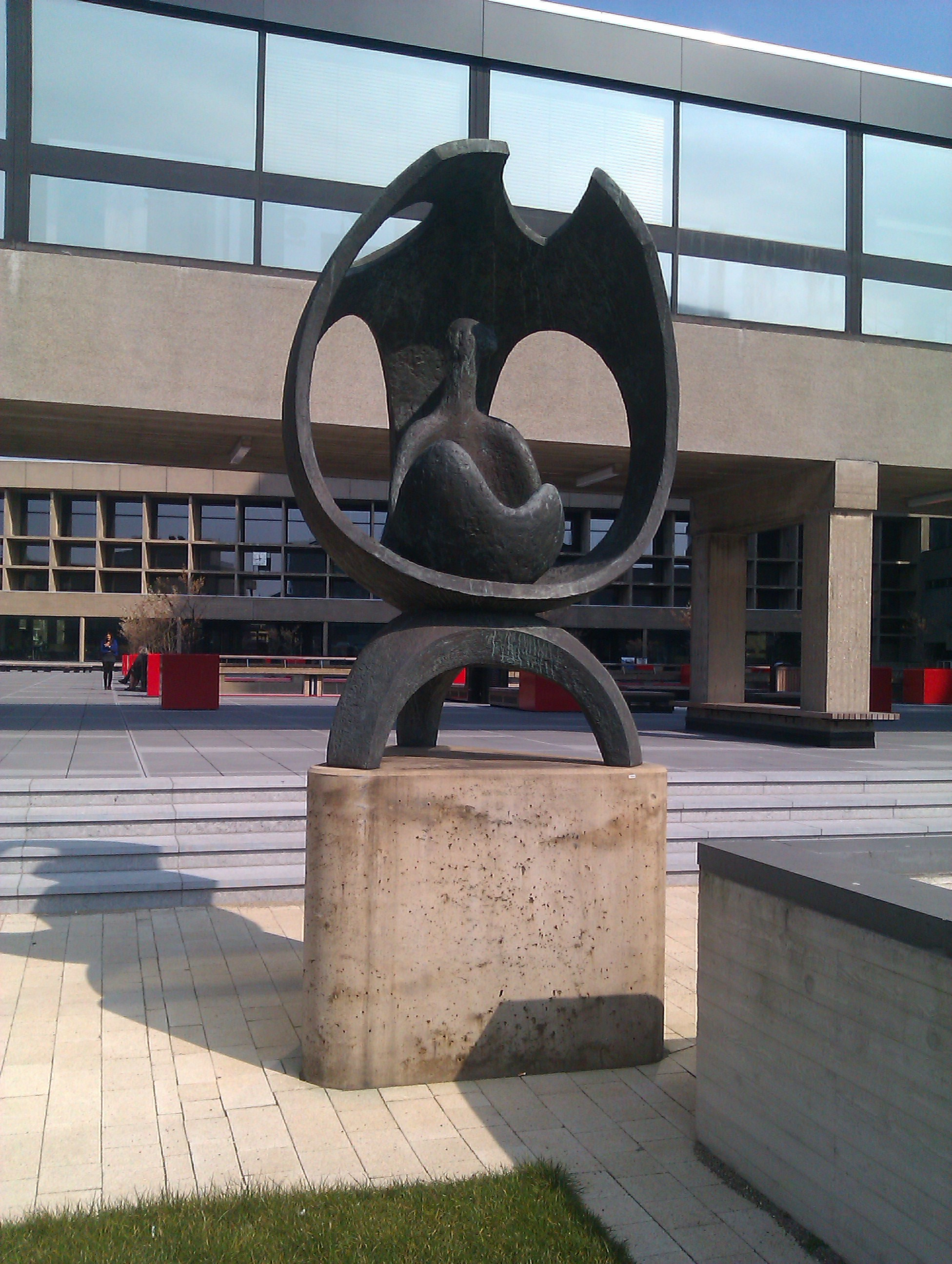
Статуя «Альма-матер», скульптор Гер ван Иерсель

Этой областью знаний занимаются Школа экономики и Роттердамская школа менеджмента. Их экономические программы и программы менеджмента привлекают студентов и аспирантов со всего мира. Исследовательская школа менеджмента (англ. Erasmus Institute for Management, ERIM) и институт Тинбергена (англ. Tinbergen Institute) привлекают аспирантов, научных сотрудников, и профессоров. Другими совместными предприятиями являются англоязычная программа Международного бизнес-администрирования (англ. International Business Administration), программа подготовки руководящих кадров (англ. Erasmus Executive Development, EED) и Центр изучения контрактов и поддержки бизнеса (ERBS) Университета Эразма.

### Управление
Исследования в области управления сосредоточены на организации взаимодействия бизнеса и общества. Проводится изучение политики и менеджмента в сфере здравоохранения.

### Культура

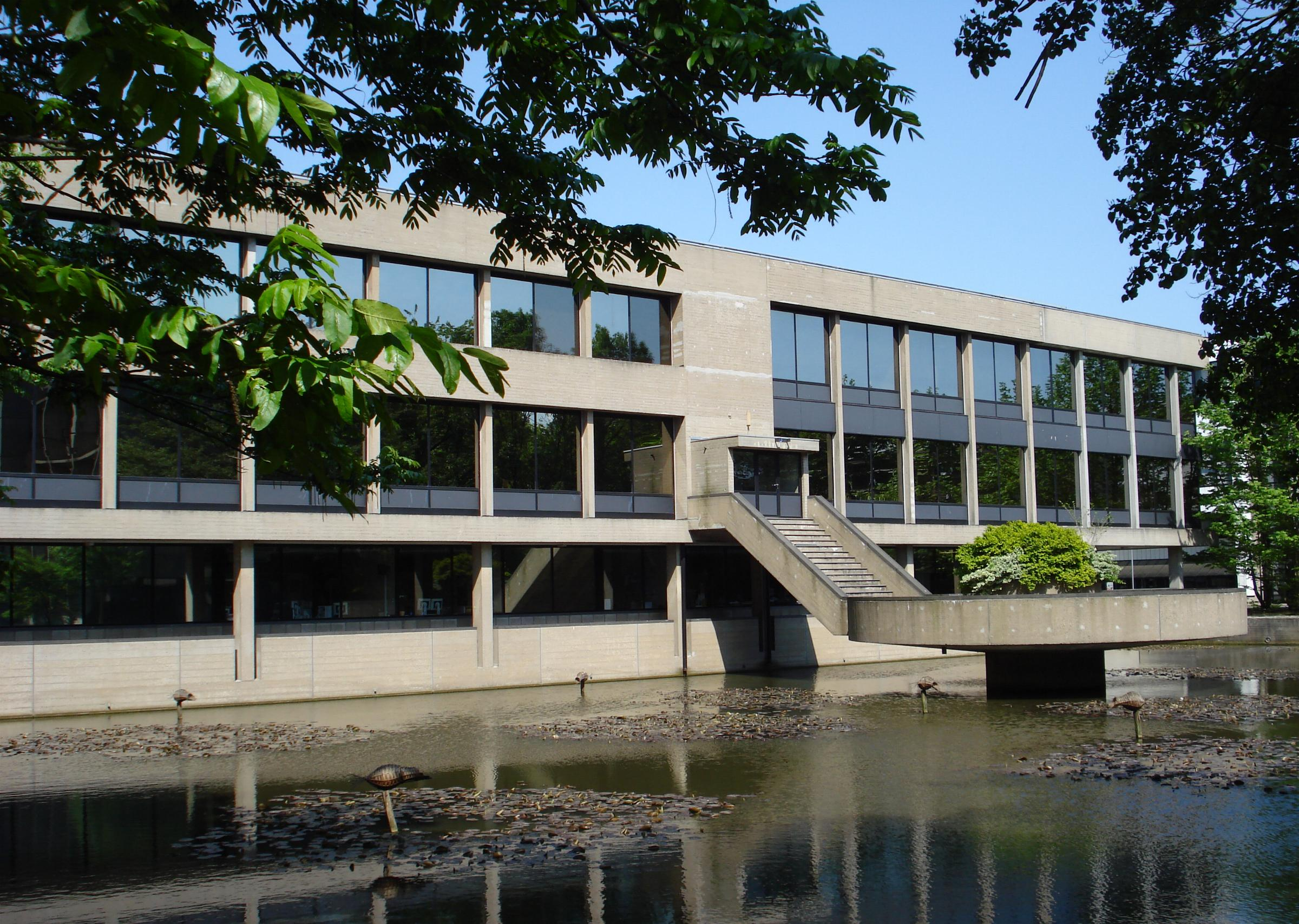
Университетская библиотека

Культура является одной из четырёх областей исследований университета имени Эразма Роттердамского. Особое внимание уделяется средствам массовой информации, экономике культуры, высокому искусству. Основная сфера исследований — влияние искусства на общество, культурная политика, медиа, социальная идентичность в современном обществе. Студенты факультета, как правило, заканчивают университет с хорошими исследовательскими навыками как академического, так и прикладного характера.

## Научно-исследовательские институты и школы

### Благосостояние
- Научно-исследовательский институт менеджмента (англ. Erasmus Research Institute of Management)

Научно-исследовательский институт менеджмента (ERIM) является совместным исследовательским институтом Роттердамской школы менеджмента и Школы экономики. Оба учреждения являются подразделениями университета имени Эразма Роттердамского. Институт менеджмента призван объединить ведущих исследователей в области бизнеса и управления.
- Эконометрический институт (англ. Econometric Institute)

Университет Эразма считается ведущим университетом в области эконометрики и исследовании операций. Ян Тинберген, лауреат Нобелевской премии по экономике (1969 г.), и Анри Тейл основали Эконометрический институт и оказали заметное влияние на эконометрику и теорию менеджмента. В теориях Тинбергена рассматривались задачи стабилизации цен и занятости, политика достижения желаемых результатов и стабилизации экономики.
- Институт «Тинберген» (англ. Tinbergen Institute, TI)

Институт «Тинберген» является объединённым институтом исследований и образования в области экономики, эконометрики и финансов Амстердамского университета, Амстердамского свободного университета и Университета имени Эразма Роттердамского. Это один из ведущих научно-исследовательских институтов в области экономики и финансов. Институт предлагает своим слушателям магистерскую программу исследований (MPhil) в области экономики и финансов, а также возможность получить степень доктора философии (PhD).
- Транспорт, Инфраструктура и Логистика (англ. TRAIL)

Работающий при поддержке Делфтского технического университета (TU Delft) Институт транспорта, инфраструктуры и логистики (Научно-исследовательская школа TRAIL) является национальным научно-исследовательским институтом Нидерландов.
- Центр предпринимательства Эразмус  (англ. Erasmus Centre for Entrepreneurship, ECE)[30].

### Здоровье

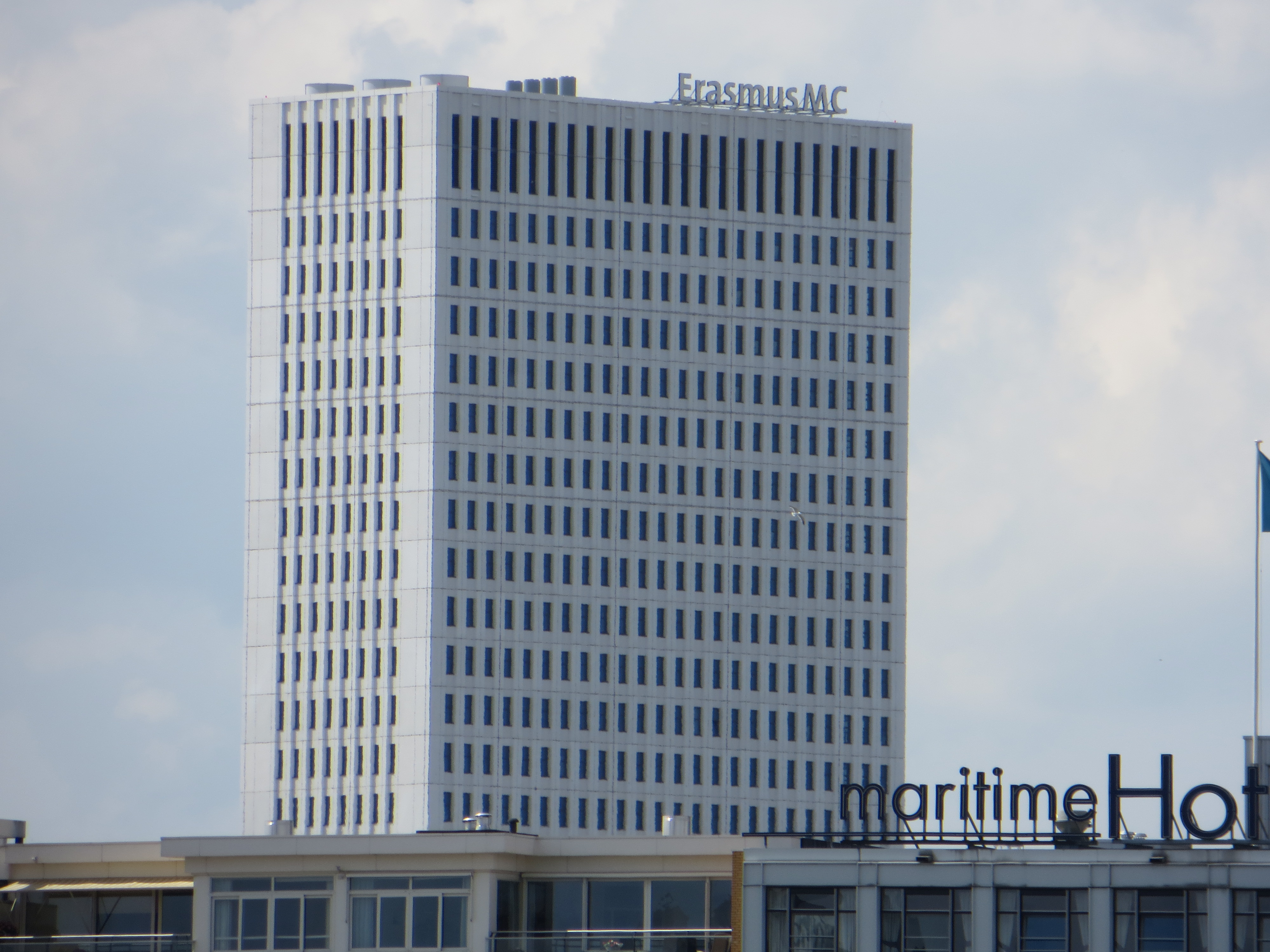
Новое здание (2012) медицинского центра Erasmus MC

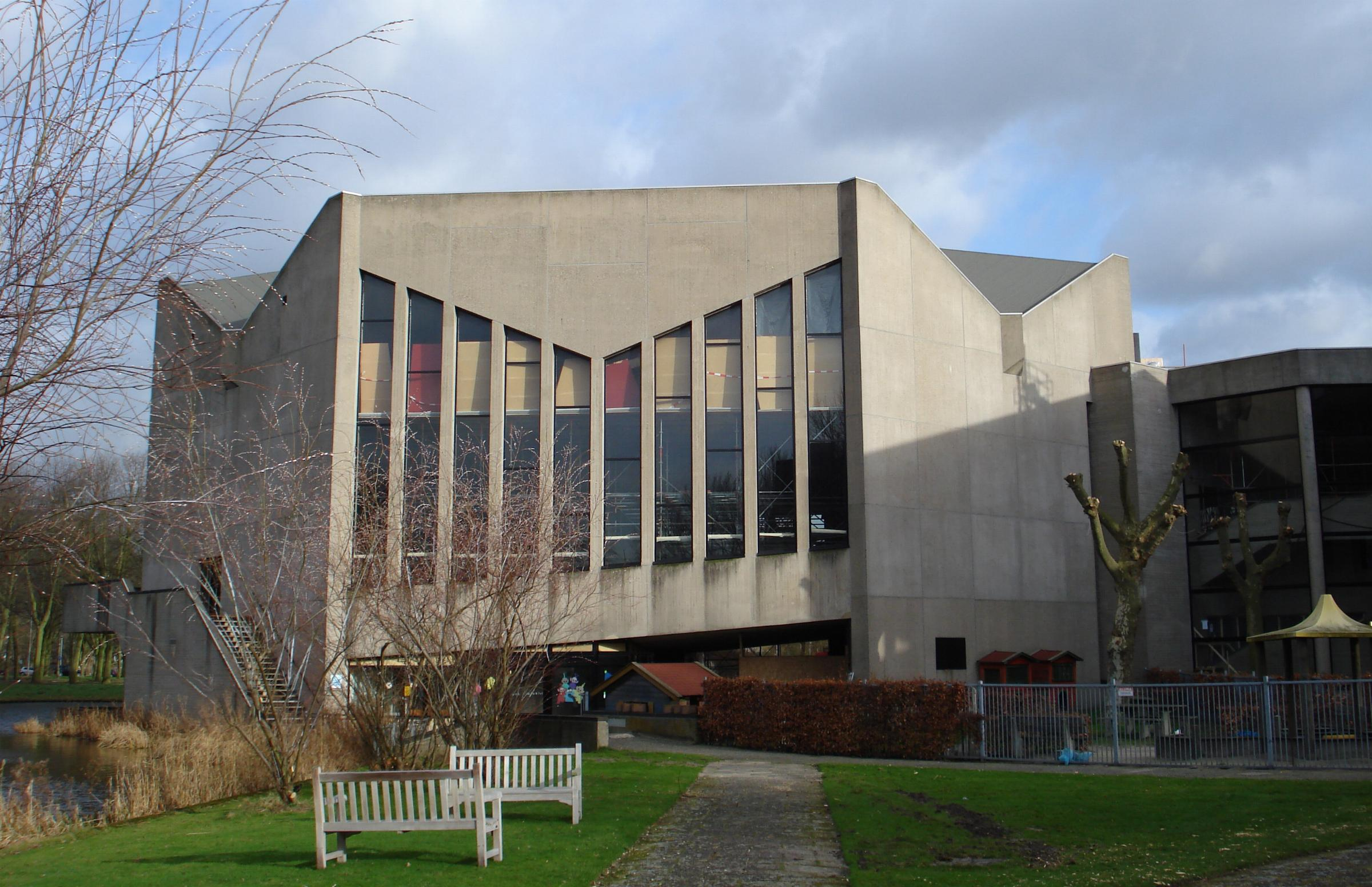
Университетская аула (актовый зал)

- Исследовательская школа кардиологии (англ. Cardiovascular Research School Erasmus University Rotterdam, COEUR)[31]
- Нидерландский институт медицинских наук (англ. Netherlands Institute for Health Sciences, NIHES)[32]
- Школа молекулярной медицины (англ. Postgraduate School Molecular Medicine, MM)[33]
- Генетический медицинский центр юго-запада Нидерландов (англ. Medical Genetics Centre South-West Netherlands, MGC)[34]

При поддержке MGC работает Центр развития и биомедицинской генетики (англ. School Centre for Developmental and Biomedical Genetics, MRC)
- Школа исследования автономных систем (англ. Helmholtz School for Autonomous Systems Research)[35]

### Юриспруденция, культура и общество
- Институт продаж и управления счетами[англ.] (англ. Institute for Sales and Account Management)[36]
- Международный институт Социальных исследований[англ.] (англ. International Institute of Social Studies)[37]
- Исследовательская школа общественной безопасности (англ. Research School Public Safety)
- Нидерландский институт Государства (англ. Netherlands Institute of Government, NIG)[38]
- Институт «Huizinga» (нидерл. Huizinga Instituut)[39]
- Институт имени Н.В. Постумуса (нидерл. N.W. Posthumus Instituut)[40]
- Амстердамская школа социально-общественных исследований (англ. Amsterdam School of Social-Public Research, ASSR)[41]
- Исследовательская школа прав человека (англ. Research School Rights of the human)
- Экспериментальная исследовательская психологическая школа (англ. Experimental Psychologic Researchschool, EPOS)[42]
- Институт Курта Левина (англ. Kurt Lewin Institute)[43]
- Исследовательская школа этики (англ. Research School of Ethics)

## Кампус

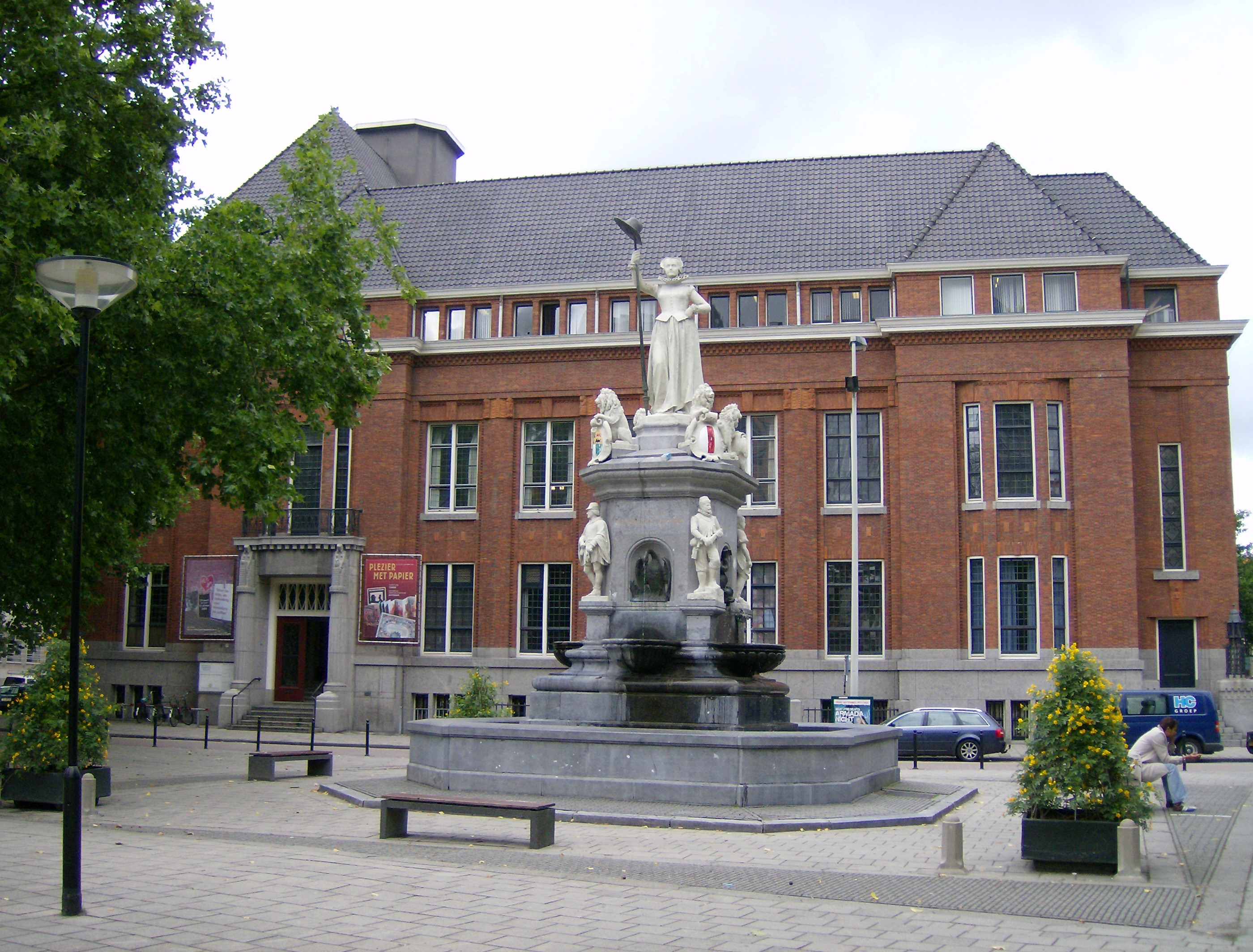
Колледж университета Эразма Роттердамского

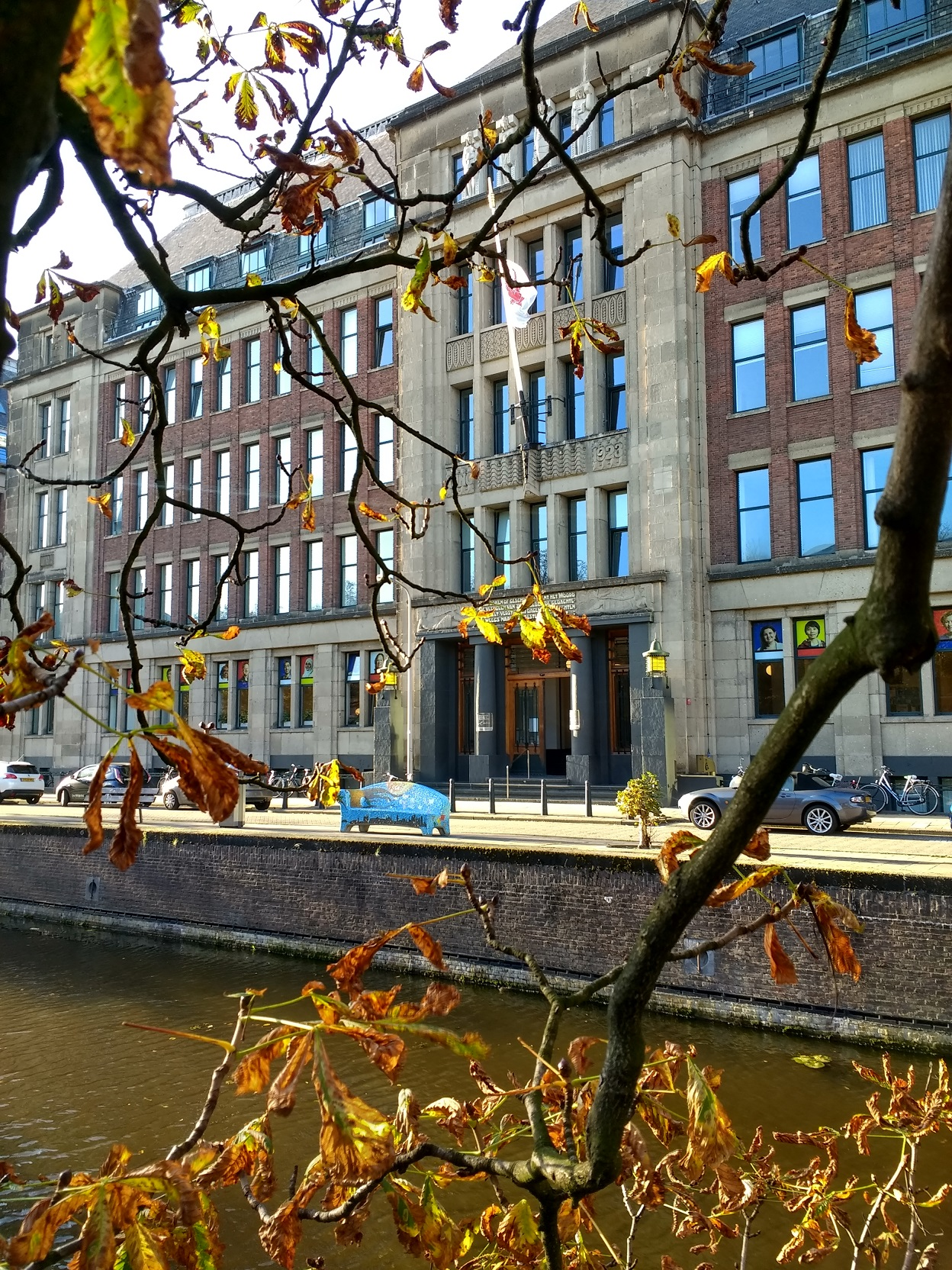
Международный институт социальных исследований в Гааге

Кампус университета рассредоточен по пяти разным местам, четыре из которых расположены в Роттердаме, и одно — в Гааге:
- Кампус Ваудестейн (англ. Campus Woudestein) (главное место расположения университета, неподалёку от пригорода Роттердама Кралинген[англ.])[45]
- Кампус Хобокен (англ. Campus Hoboken) (место расположения медицинского центра Erasmus MC[англ.] в микрорайоне Дейкзигт[англ.])[46]
- Локация EUC (Колледж университета Эразма Роттердамского[англ.] в центре Роттердама[англ.])[47]
- Локация ISS (Международный институт Социальных исследований[англ.] в центре Гааги[англ.])[48]
- Локация ECE (Центр предпринимательства Эразмус в Роттердамском микрорайоне Дельфсхавен[англ.])[49]

### Помощь студентам
9 сентября 2009 года был запущен проект GreenEUR — Ассоциация помощи студентам. В течение этого дня ассоциация GreenEUR организовала несколько мероприятий в кампусе в сотрудничестве с экологическим проектом Greening the Campus. С апреля 2010 года ассоциация GreenEUR официально признана Исполнительным советом университета.

## Студенческие организации
- Ассоциация экономических факультетов Роттердама[англ.] (англ. Economic Faculty Association Rotterdam)[51]
- Студенческая ассоциация Роттердамской школы менеджмента, STAR[англ.] (англ. STAR Student Association Rotterdam School of Management)[52]
  - Неделя менеджмента[англ.] (англ. STAR Management Week)[53]
  - STAR Erasmus (консультационный проект)[англ.] (англ. STAR Erasmus Consultancy Project)[54]
- FAECTOR — официальное студенческое объединение Школы экономики университета Эразма Роттердамского (англ. Erasmus School of Economics)[55]
  - Эконометрические дни карьеры (англ. Econometric Career Days)[56]
- Дискуссионное общество Erasmus (англ. Erasmus debating society) — старейшее дискуссионное общество в Нидерландах[57]
- Центр предпринимательства Эразмус (англ. Erasmus Centre for Entrepreneurship)[30]
- Журнал Эразмус (англ. Erasmus Magazine)[58]
- Студенческая ассоциация кампуса EUC, гуманитарных наук и искусств (англ. Student Association EUC Campus, Liberal Arts & Sciences, EUCSA)[59]

## Рейтинги

### Школа экономики университета Эразма Роттердамского
Согласно международному рейтингу университетов мира Квакварелли-Саймондс 2018 года, занимал 50-е в мире среди экономических и эконометрических университетов. В 2019 году рейтинг школы оценивался в пределах 51-100 места в мире.
Академический рейтинг университетов мира Шанхайского университета транспорта, опубликованный в 2018 году, называет Школу экономики университета Эразма Роттердамского 9-й в Европе и 36-й в мире в области экономики и бизнеса. В 2019 году в этом рейтинге школа поднялась на 33 место в мире.
Согласно рейтингу US News 2019 года университет имени Эразма Роттердамского занимал 3-е место в Европе и 13-е в мире в области экономики и бизнеса.

### Роттердамская школа менеджмента
В рейтинге европейских бизнес-школ Financial Times 2019 года Роттердамская школа менеджмента занимает 12-е место в мире. В рейтингах Global MBA 2020 и 2019 годов — 66-е и 55-е место соответственно. В рейтинге лучших программ «Masters in Management» 2019 года по версии Financial Times Роттердамская школа менеджмента занимала 6-е место в мире.
Роттердамская школа менеджмента получила тройную аккредитацию международных органов управления образованием: AMBA, EQUIS и AACSB. По состоянию на конец марта 2019 года только 90 бизнес-школ в мире (среди них 69% европейских бизнес-школ) имели тройную аккредитацию.

### Медицинский центр Эразмус

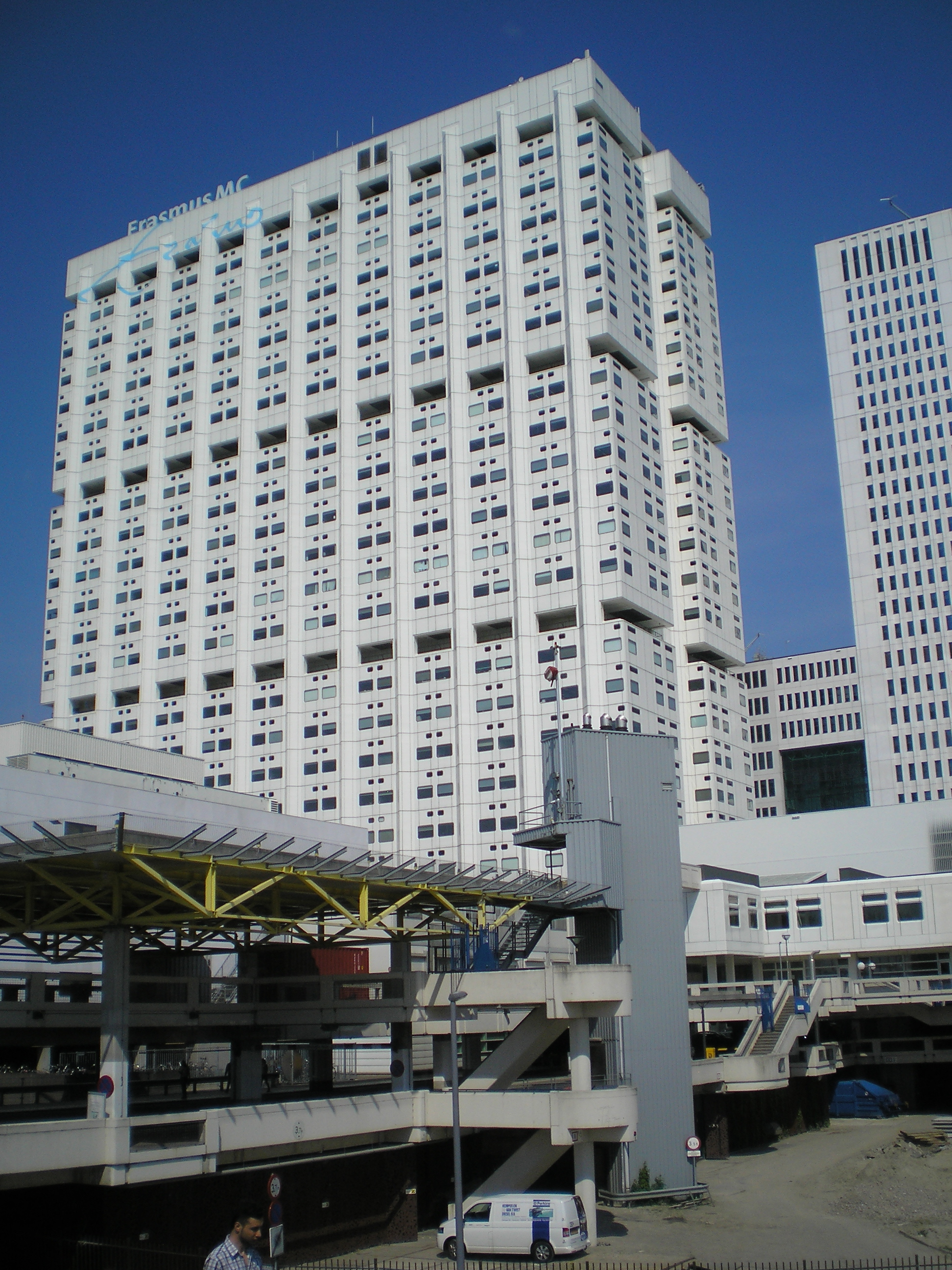
Главное здание университетского медицинского центра Erasmus MC

Университетский медицинский центр Erasmus MC, согласно ряду основных рейтингов считается одним из мировых лидеров в области клинической медицины. Согласно мировому рейтингу университетов Times Higher Education 2020 года в номинации «здравоохранение» Медицинский центр Эразмус занял 45-е место. В рейтинге лучших колледжей U.S. News & World Report 2020 года медицинский центр Эразмус занял 28-е место, а в международном рейтинге лучших университетов мира Квакварелли-Саймондс 2019 года — 50-е место.
Кроме того, медицинский центр Erasmus MC вошёл в список журнала The Scientist как 5-й из лучших 15 медицинских учреждений за пределами США (рейтинг 2004 года).

## Образование

### Программы бакалавриата
Университет имени Эразма Роттердамского предлагает широкий спектр программ бакалавриата, преподаваемых на голландском языке, по окончании которых можно получить степень бакалавра искусств, бакалавра наук или бакалавра права.
Кроме того, университет предлагает несколько полностью англоязычных программ бакалавриата. Эти программы открыты для студентов, стремящихся к международной карьере в области бизнеса и/или экономики или коммуникаций и медиа. Помимо голландских студентов, около 40% студентов, обучающихся по этим программам, являются иностранными студентами из более чем 80 стран.

### Аспирантура
Студенты могут выбирать различные типы магистерских программ: общие магистерские программы, исследовательские магистерские программы или профессиональные магистерские программы и программы повышения квалификации. Образование на этом уровне даётся в основном на английском языке.

#### Магистерские программы
Этот тип магистерских программ позволяет получить степень магистра искусств, магистра наук или магистра права.

#### Магистерские исследовательские программы
Талантливым выпускникам предоставляется возможность использовать свои навыки и потенциал в академических исследованиях. Чтобы получить степень магистра исследований, необходимо вначале получить степень бакалавра или магистра одной из обычных магистерских программ.

#### Программы повышения квалификации и профессиональные магистерские программы
Университет также предлагает специализированные программы для развития знаний и навыков и дальнейшего развития профессиональной карьеры. Эти программы позволяют получить общеизвестные степени магистра искусств или магистра наук, а также получить профессиональную степень магистра — магистр делового администрирования (MBA), магистр финансового менеджмента (MFM) или магистр гостиничного менеджмента (MHM).

### Докторские программы
Большинство кафедр, исследовательских институтов и факультетов университета имени Эразма Роттердамского предлагают программы докторантуры или должности, которые позволяют получить степень доктора философии (PhD).

### Почётная академия университета Эразма
Университет имени Эразма Роттердамского предлагает специальные программы для студентов, проявивших особые достижения в учёбе. Студенты приглашаются к участию в этих программах, если их результаты за первый год обучения намного выше среднего и если они доказали, что достаточно мотивированы. Эти программы являются либо дисциплинарными: специальные программы для самых лучших студентов одного факультета, либо междисциплинарными. Так, в рамках одной из программ Erasmus Honors лучшие студенты различных факультетов Университета Эразма исследуют, обсуждают и решают важнейшие проблемы современности, рассматривают научные и общественные вопросы с разных точек зрения.
После успешного завершения программы с отличием студенты получают сертификат с отличием и рекомендательное письмо от декана соответствующего факультета или ректора университета.

## Известные преподаватели

### Нобелевские лауреаты

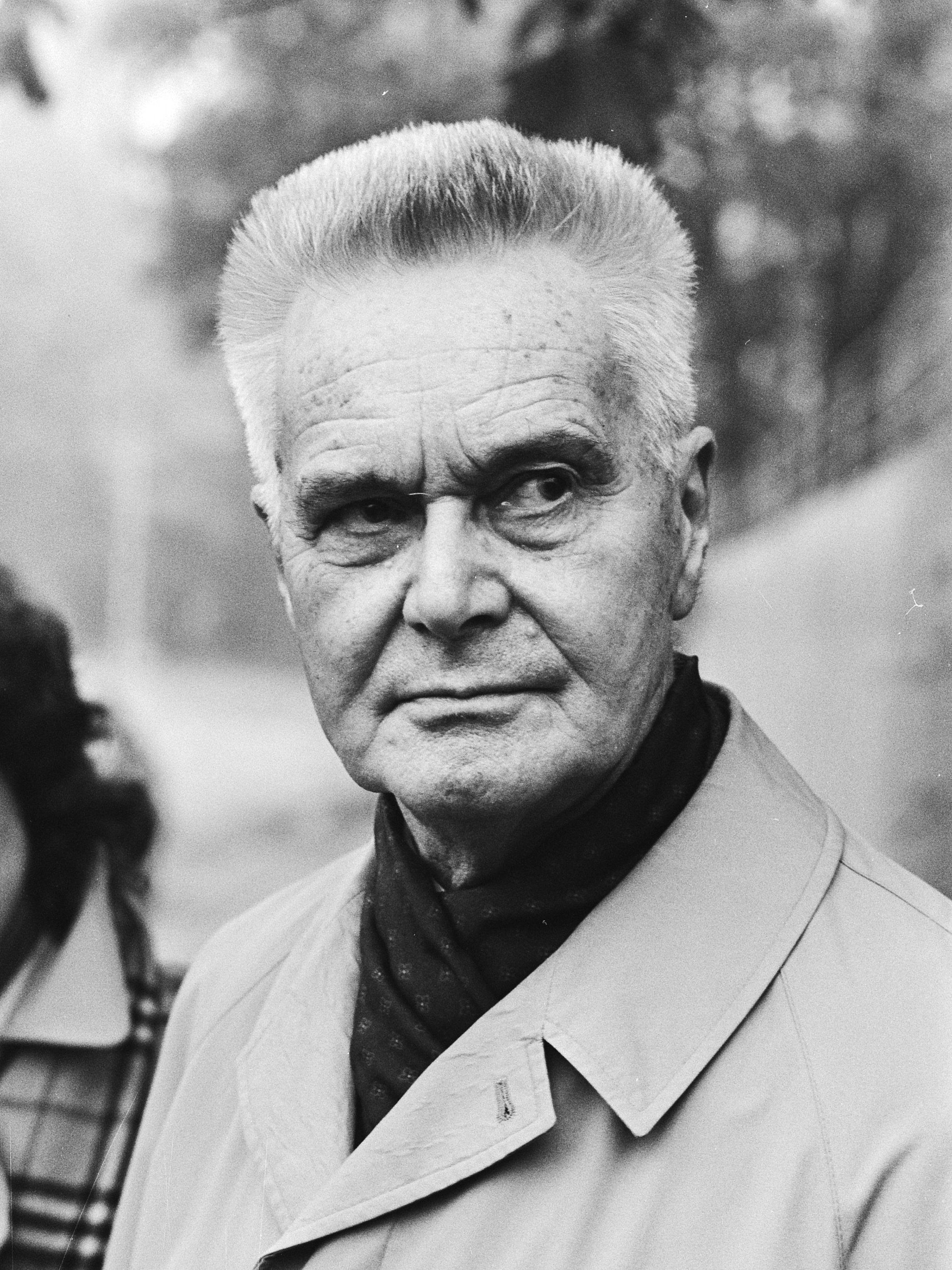
Ян Тинберген был награждён первой нобелевской премией по экономике в 1969 году

- Ян Тинберген (первый лауреат Нобелевской премии по экономике 1969 года).

### Политики
- Ян Петер Балкененде (бывший премьер-министр Нидерландов)
- Пим Фортёйн (политик)
- Александр Ринной Кан[англ.] (президент Голландского социально-экономического совета[англ.])
- Йо Ритцен[англ.] (бывший министр образования, культуры и науки Нидерландов; также выпускник)
- Сес Верман[англ.] (бывший министр сельского хозяйства, природы и качества продуктов питания Нидерландов[англ.])

### Бизнесмены
- Ханс Вейерс[англ.] (генеральный директор AkzoNobel; бывший министр экономики Нидерландов)

### Учёные
- Элко ван Асперен[англ.] (специалист в области информатики)
- Клас Бом[англ.] (инженер-медик, изобретатель портативного ультразвукового сканера[англ.])
- Франк Гросвелд[англ.] (молекулярный биолог, лауреат премии Спинозы 1995 года)
- Ян Хоймакерс[нидерл.] (молекулярный биолог, лауреат премии Спинозы 1998 года)
- Альберт Остераус[англ.] (вирусолог и эксперт по гриппу; руководитель Национального центра по гриппу и глава Всемирного справочного центра по кори Всемирной организации здравоохранения)
- Геррит ван Пулье[англ.] (основатель государственного управления в Нидерландах)
- Анри Тейл (преемник Яна Тинбергена; вместе с Яном Тинбергеном основал эконометрический институт в 1956 году)

### Философы
- Люс Иригарей (теоретик феминистки)

## Известные выпускники

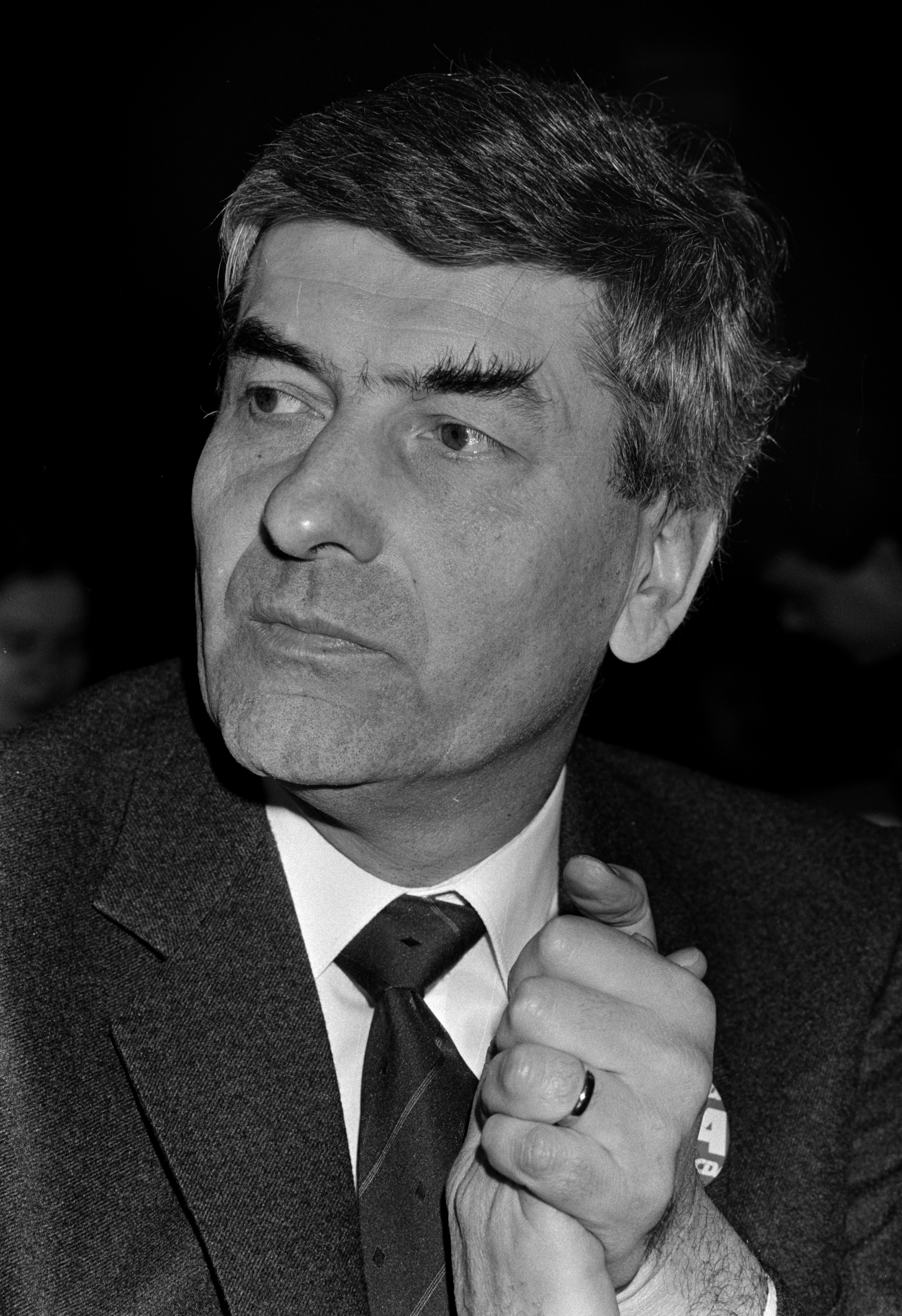
Рууд Любберс
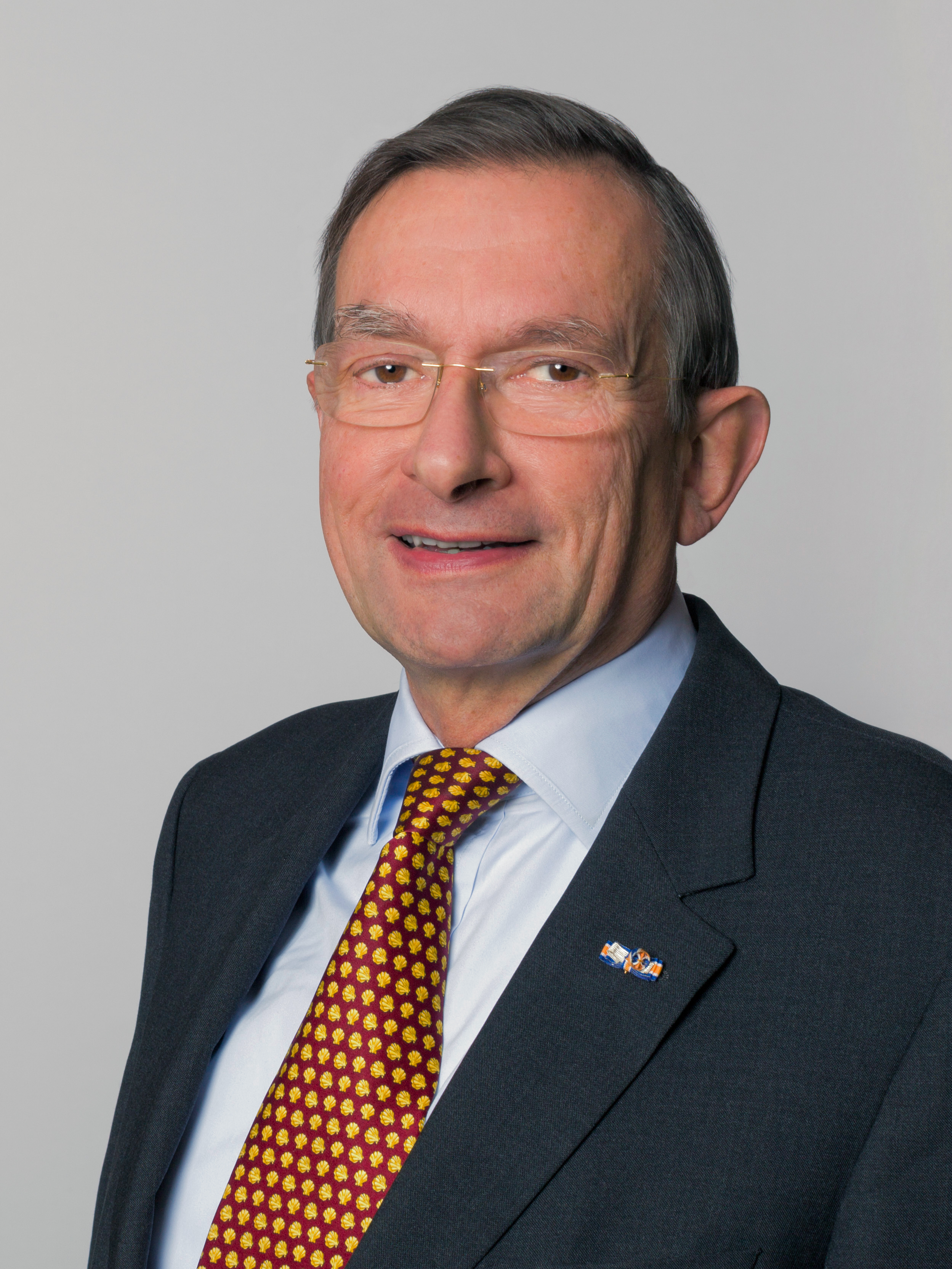
Йерун ван дер Вер[англ.]
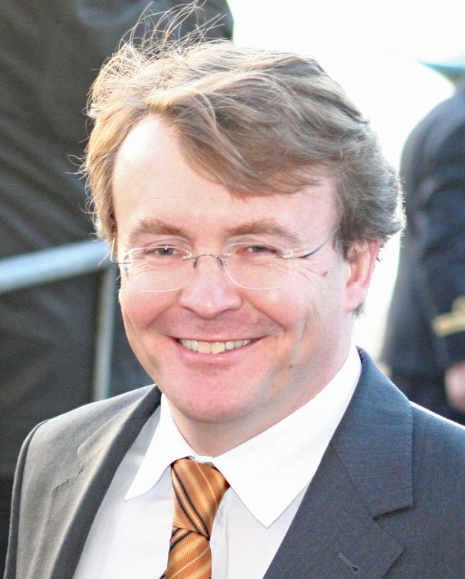
Фризо Оранско-Нассауский
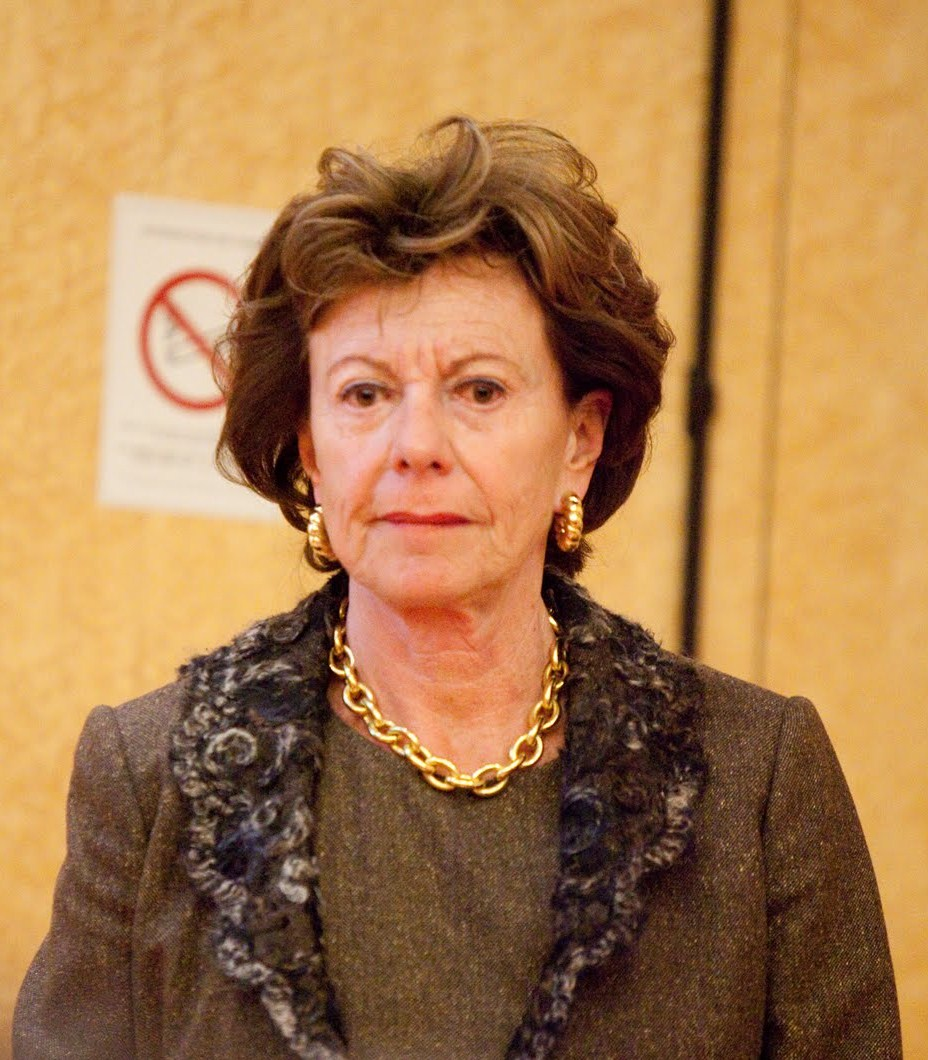
Нели Крус
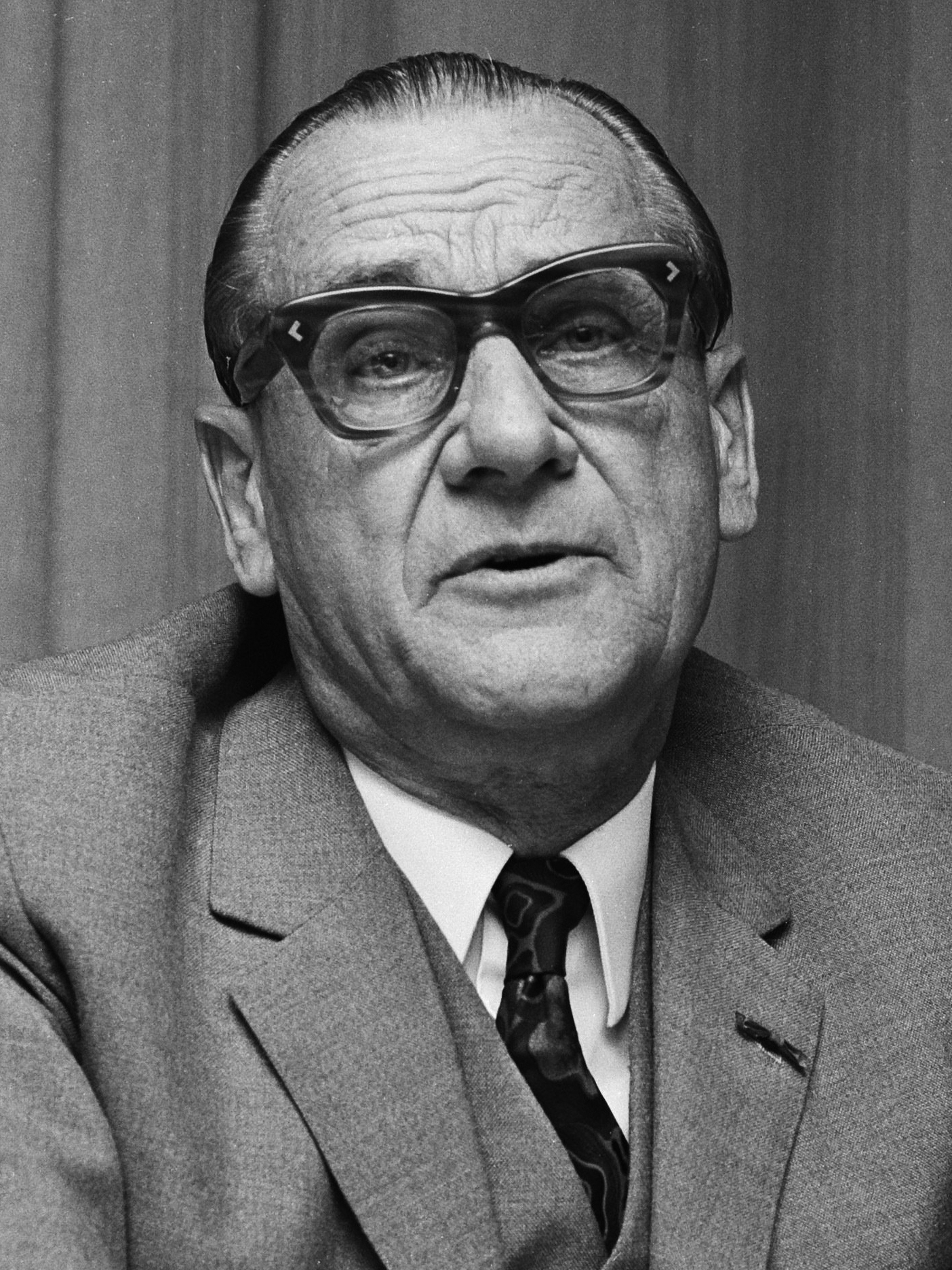
Альберт Винсемиус[англ.]
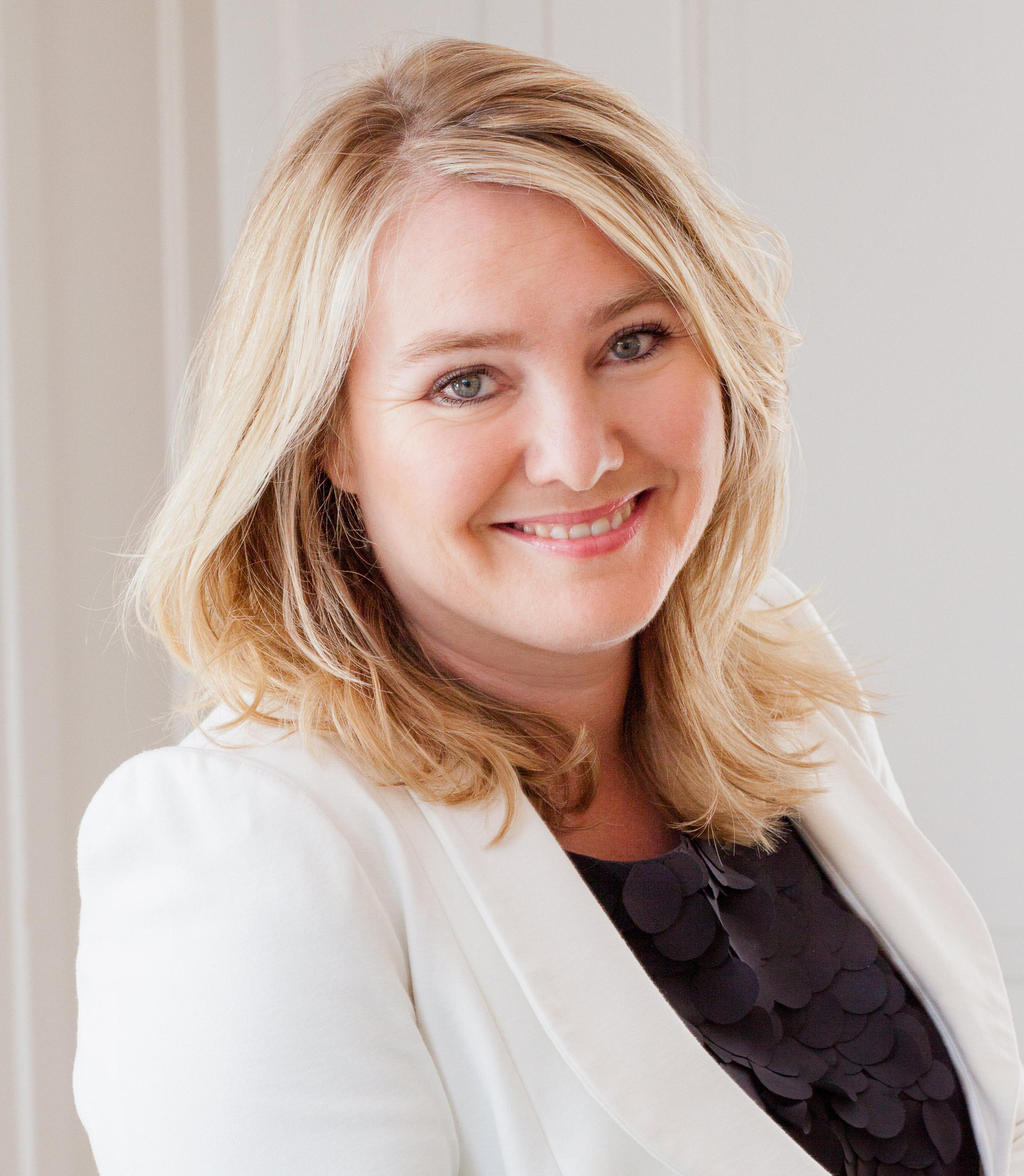
Мелани Шульц ван Хеген[англ.]
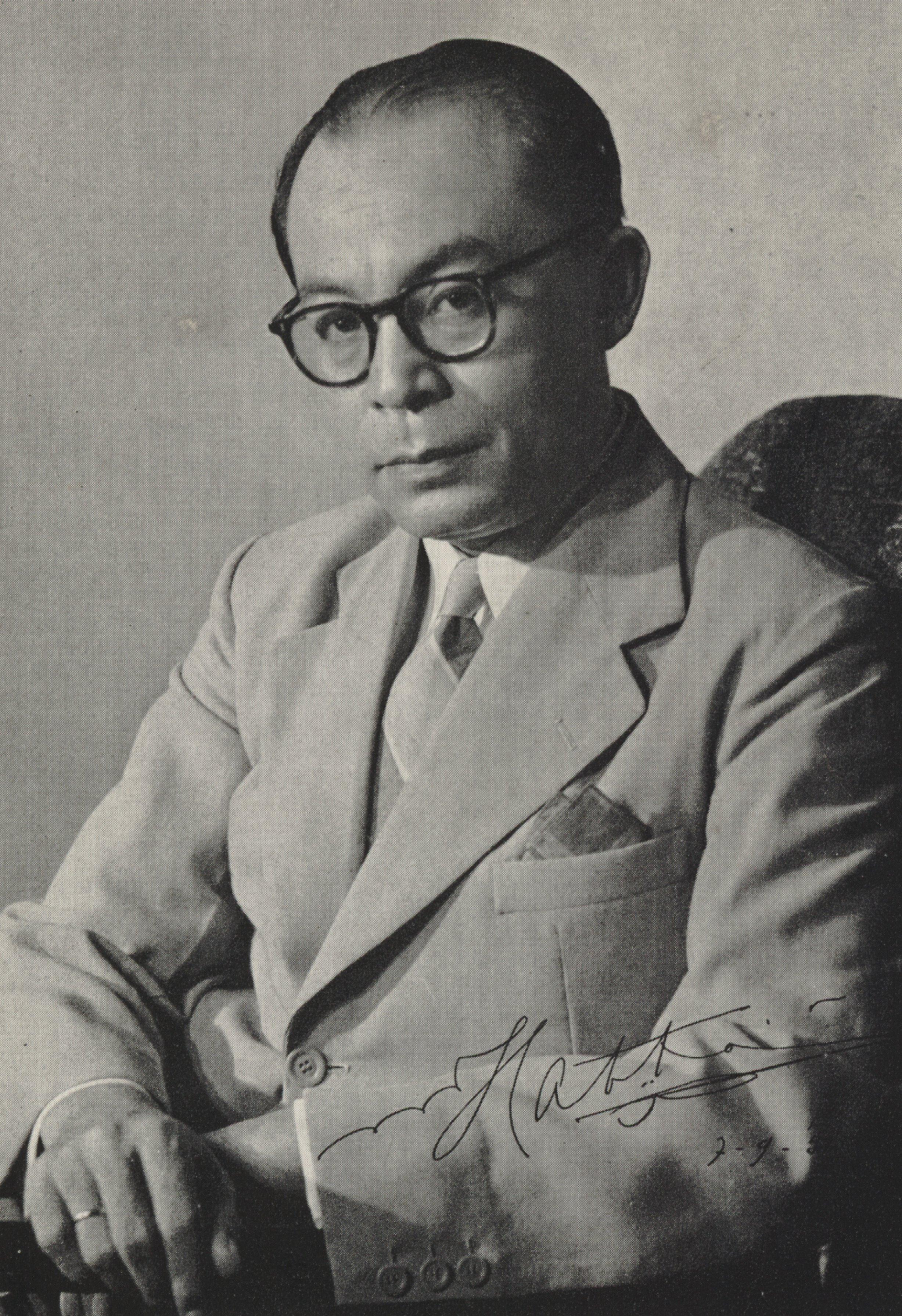
Мохаммад Хатта
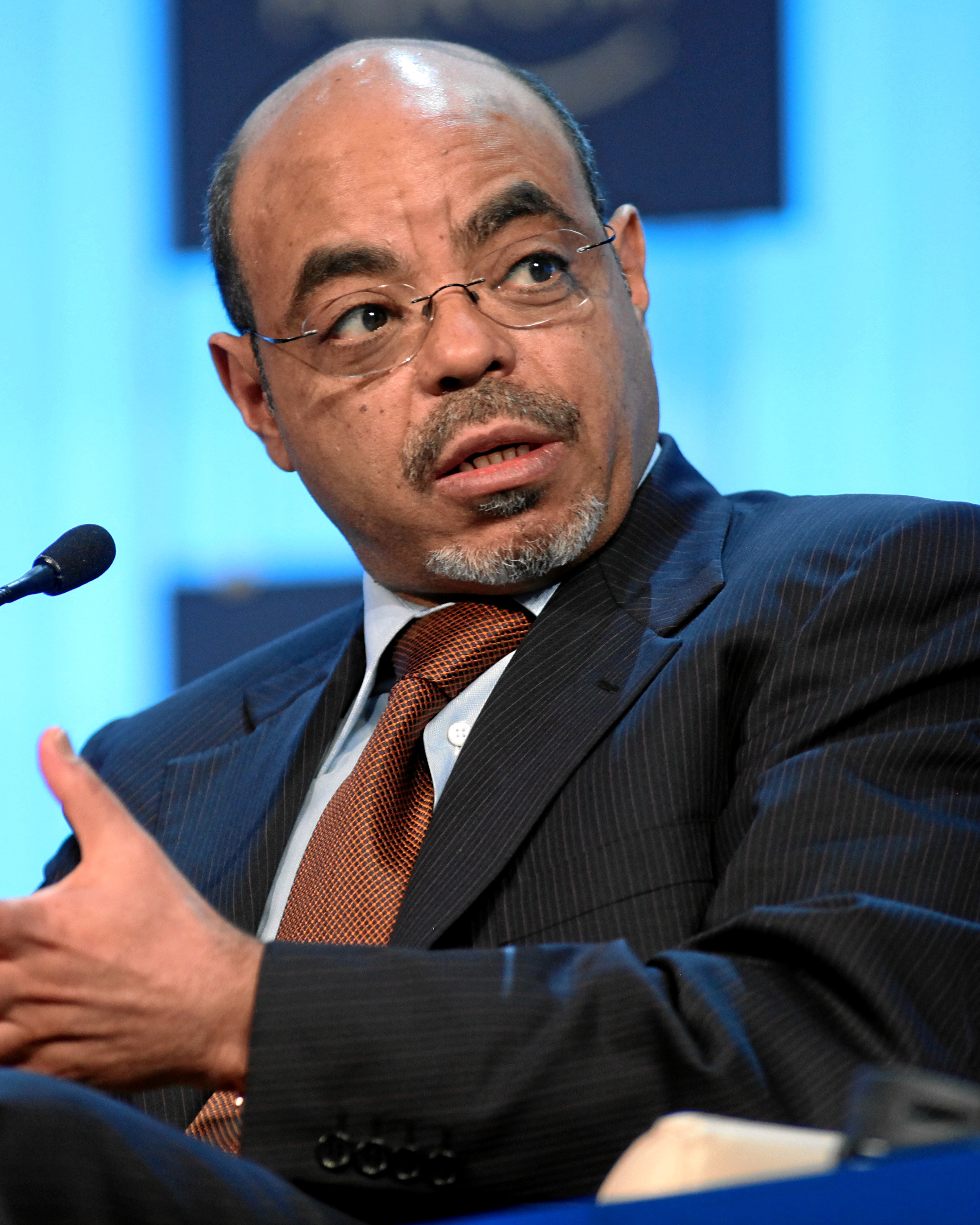
Мелес Зенауи
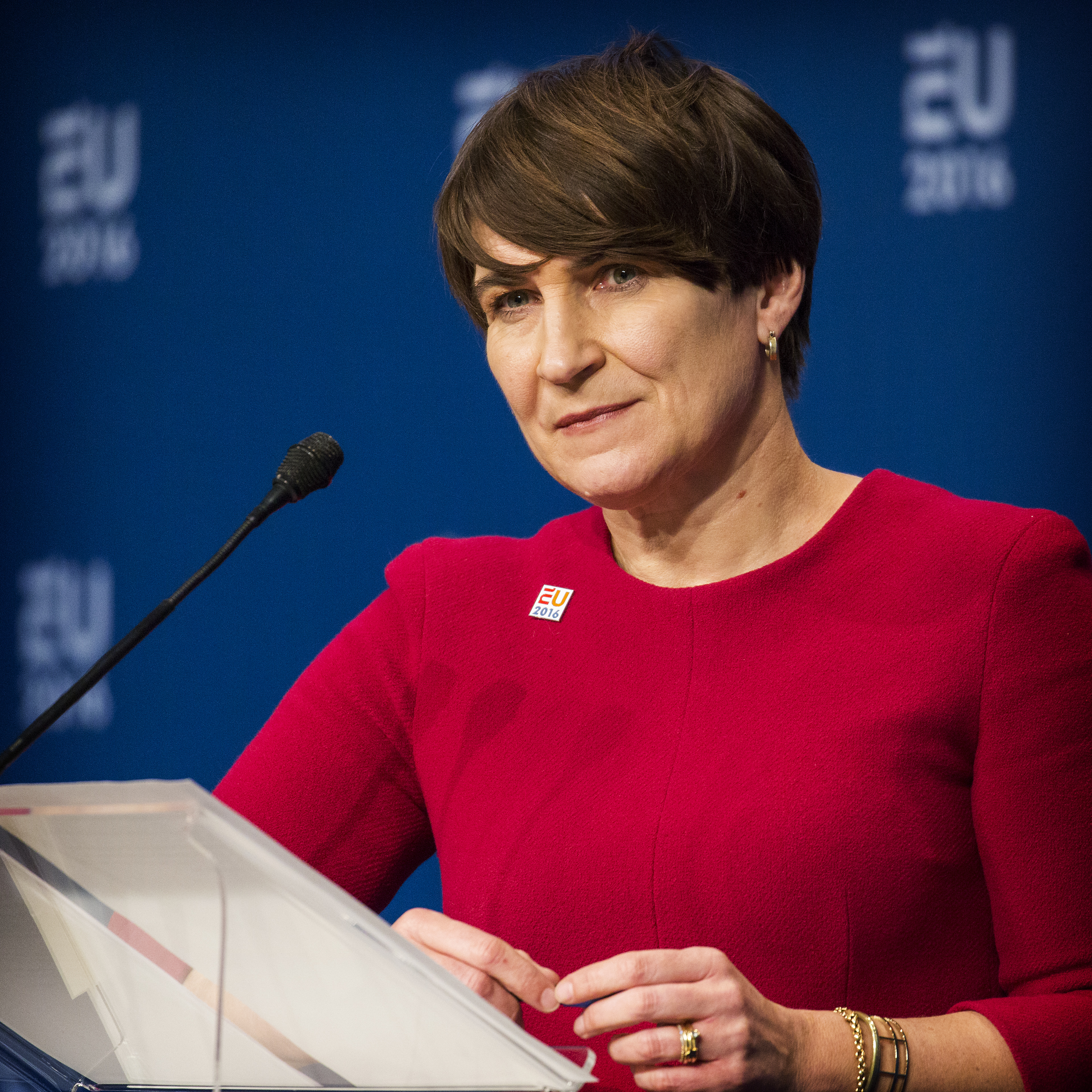
Лилианне Плумен
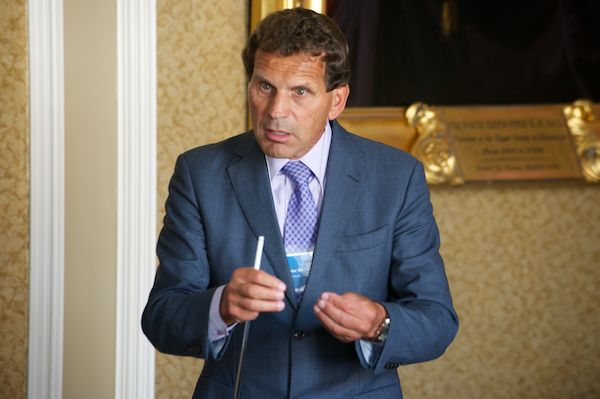
Питер Нейкамп
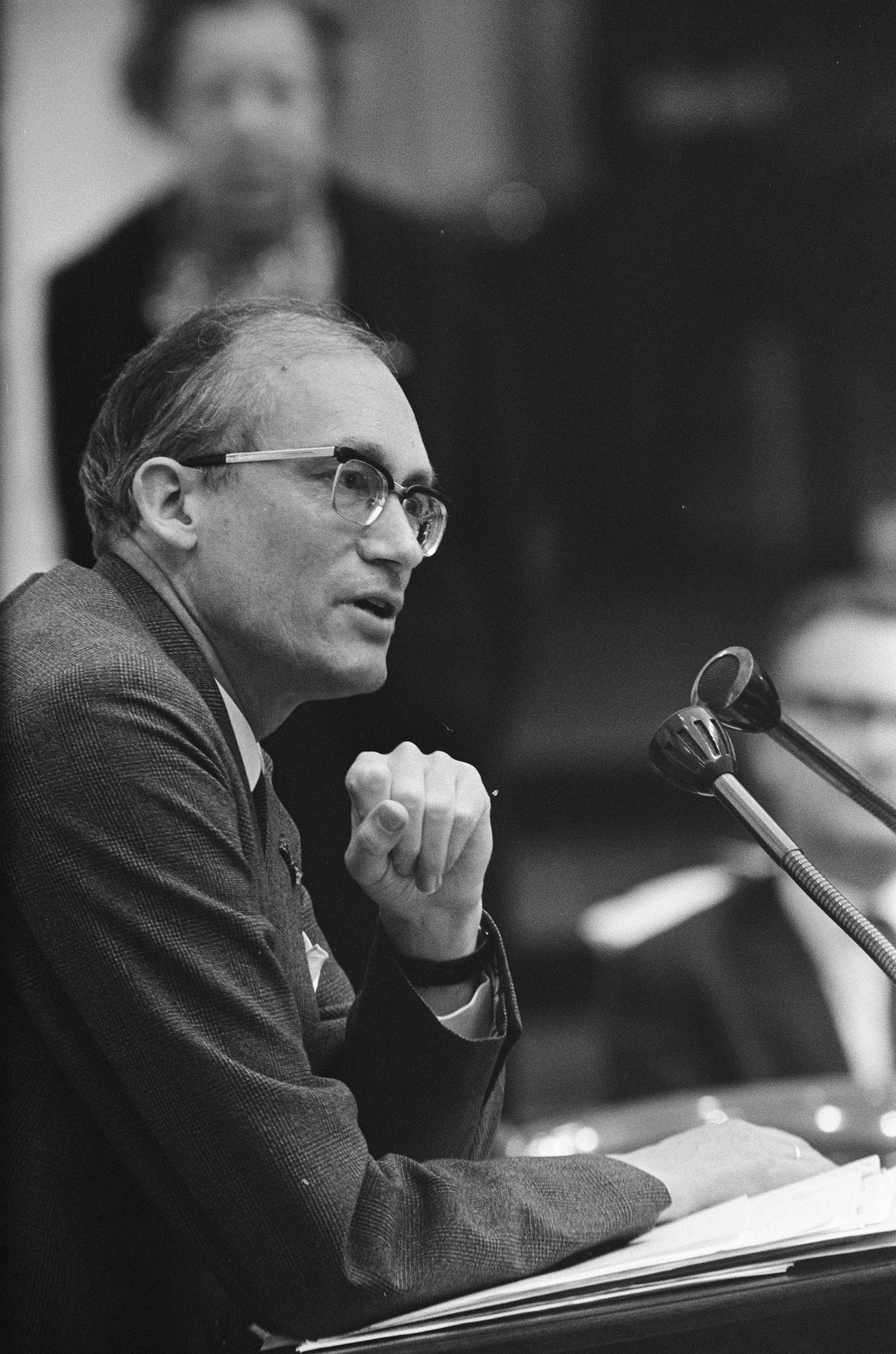
Йохан Виттевен[англ.]
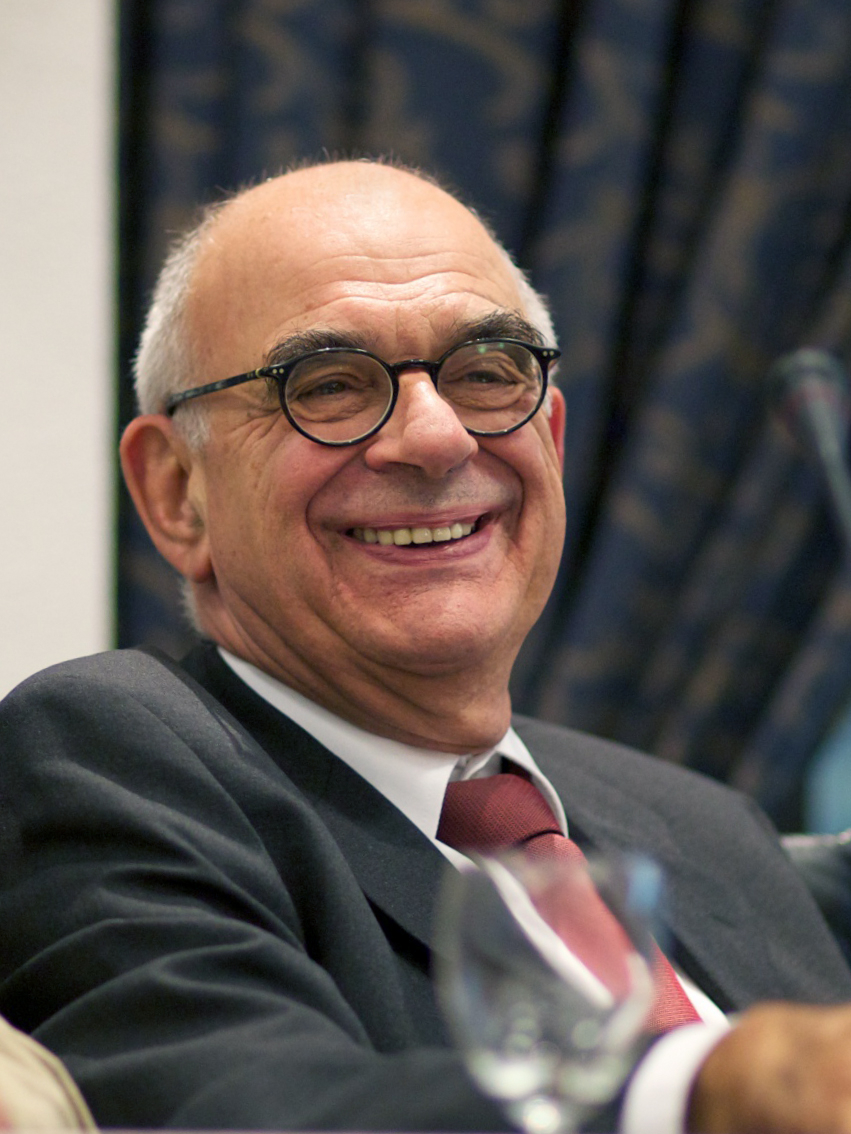
Ян Пронк
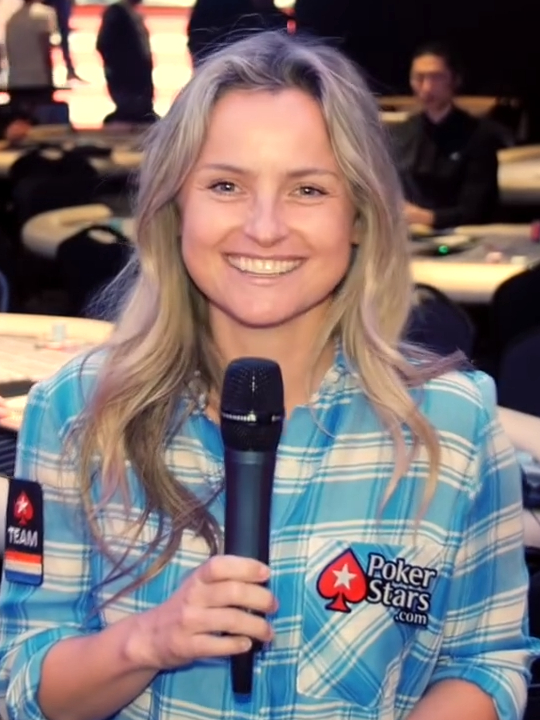
Фатима Морейра де Мело[англ.]
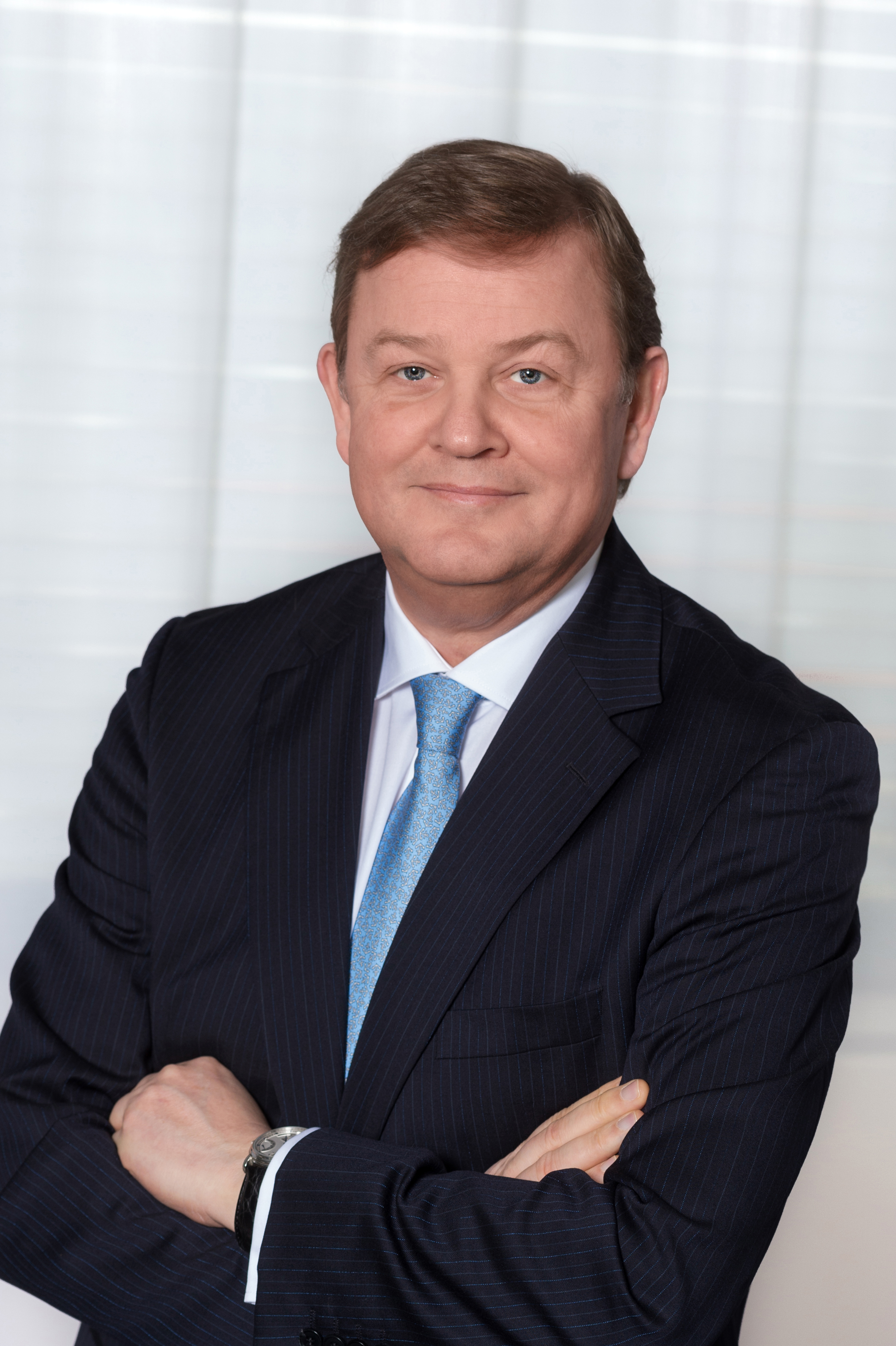
Фейке Сейбесма[англ.]
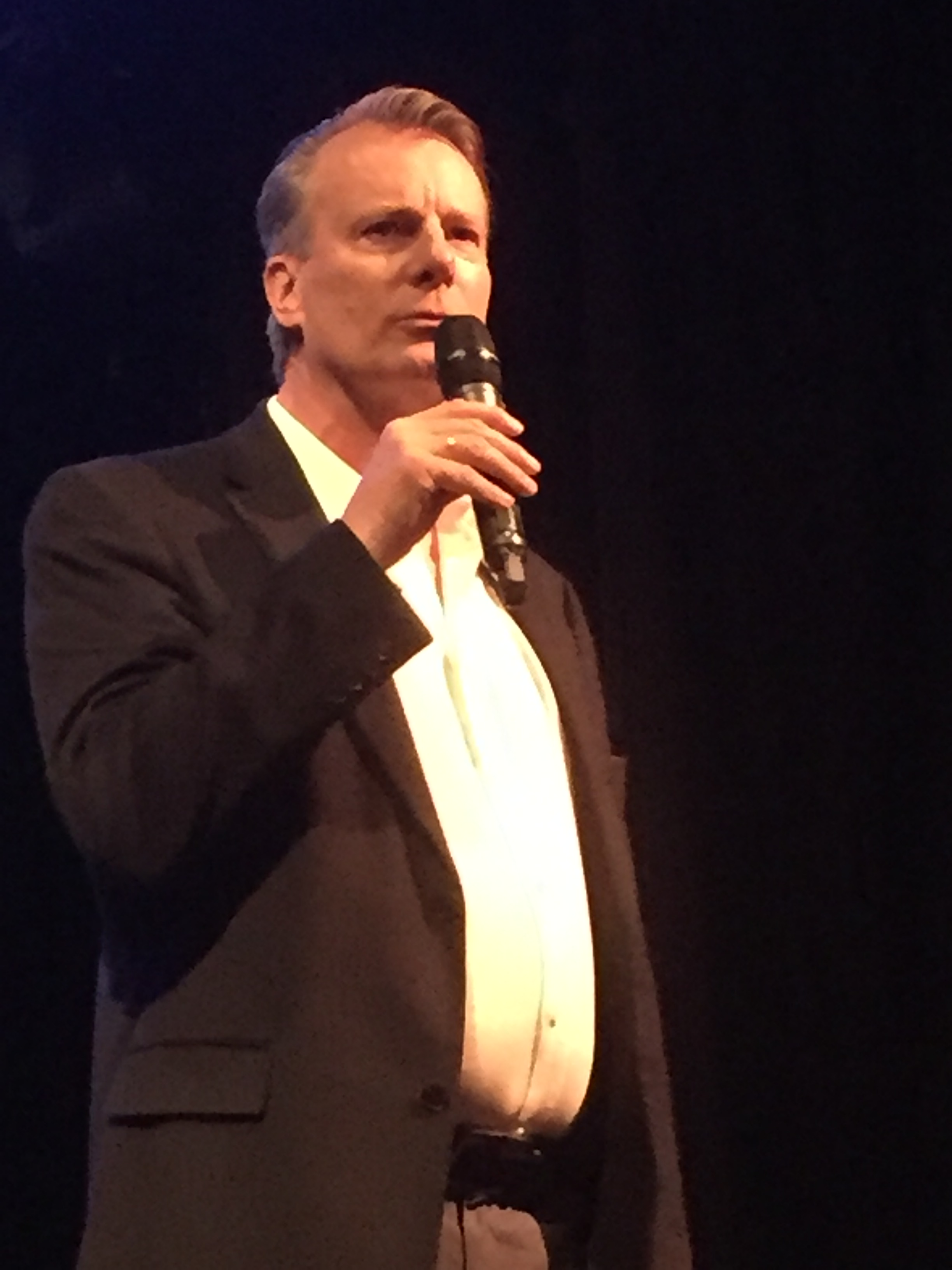
Йохан Андресен[англ.]

### Бизнес-исследования
- Кор Херкстрётер[англ.] (бывший председатель Royal Dutch Shell)
- Херман Хейнсбрук[англ.] (бывший министр экономики; основатель Arcade Records)
- Мартен Фонтейн[англ.] (бывший спортивный директор АФК Аякс)

### Экономика
- Франс Мюллер[англ.] (генеральный директор Delhaize Group[англ.])
- Ян Тинберген (первый лауреат Нобелевской премии по экономике)
- Кор Херкстрётер[англ.] (председатель DSM, бывший председатель Royal Dutch Shell)
- Эдуард Бомхофф[англ.] (бывший министр здравоохранения, социального обеспечения и спорта Нидерландов и заместитель премьер-министра[англ.])
- Принц Фризо Оранско-Нассауский (2-й сын королевы Нидерландов Беатрикс)
- Питер Нейкамп (профессор региональной экономики, лауреат премии Спинозы 1996 года)
- Йерун ван дер Вер[англ.] (генеральный директор Royal Dutch Shell)
- Онно Рудинг[англ.] (бывший заместитель председателя правления Citibankа; бывший член правления ABN AMRO; бывший министр финансов Нидерландов; бывший исполнительный директор МВФ)
- Франс Вейсглас[англ.] (бывший президент Палаты представителей Нидерландов)
- Ян Кес де Ягер[англ.] (бывший министр финансов[англ.] Нидерландов)
- Хенри Термер[англ.] (президент, генеральный директор и председатель Genzyme[англ.])
- Тревин Страттон (главный экономист Канадской торговой палаты)
- Альберт Винсемиус[англ.] (экономический советник Сингапура)
- Антуан ван Агтмал (бывший экономист Всемирного банка; ввёл термин «Развивающиеся рынки»)
- Ян Пронк (бывший министр по вопросам сотрудничества в целях развития[англ.] и министр жилищного строительства, территориального планирования и окружающей среды[англ.])
- Сес Верман[англ.] (бывший министр сельского хозяйства, природы и качества продуктов питания[англ.])
- Хайнц Польцер[англ.] (певец и писатель)

### Политика
- Рууд Любберс (бывший премьер-министр Нидерландов и Верховный комиссар ООН )
- Ян Пронк (бывший министр Нидерландов и специальный представитель ООН)
- Супачай Панитчпакди (Генеральный директор ВТО, 2002–2005)
- Йохан Виттевен[англ.] (управляющий директор МВФ, 1973–1978 гг. Первый председатель Группы тридцати)
- Мохаммад Хатта (провозгласивший независимость Индонезии, первый вице-президент и премьер-министр Республики Индонезия)
- Нели Крус (еврокомиссар)
- Мелес Зенауи (премьер-министр Федеративной Демократической Республики Эфиопия[англ.])
- Зоран Йолевски[англ.] (посол Македонии в США[англ.] и переговорщик из Македонии в споре об именовании Македонии)
- Пол Циммерман[англ.] (советник, член Совета[англ.] Южного округа Гонконга)
- Мелани Шульц ван Хеген[англ.] (министр инфраструктуры и окружающей среды Нидерландов)

### Юриспруденция
- Стефан Аартсен (бывший голландский пловец)
- Арт Ян де Гёс[англ.] (заместитель генерального секретаря ОЭСР и бывший министр социальных дел и занятости Нидерландов)
- Марианна Тиме (известный голландский зоозащитник и политик)
- Фатима Морейра де Мело[англ.] (бывший игрок международной сборной Голландии по хоккею на траве)

### Наука
- Жак Коэн[англ.] (эмбриолог, специалист по репрогенетике)

### Другое
- Лилианне Плумен (министр внешней торговли и сотрудничества в целях развития, 2012–2017 годы; член Палаты представителей; изучала социальную историю)
- Рональд ван Рак[англ.] (член Палаты представителей Нидерландов, писатель-фантаст; изучал социальную историю и философию)
- Мария Линн Эрен[англ.] (Мисс Вселенная Таиланд 2017[англ.])